# Saint-Hilaire-le-Lierru
Saint-Hilaire-le-Lierru és un municipi francès situat al departament del Sarthe i a la regió de País del Loira. L'any 2007 tenia 140 habitants.

## Demografia

### Població
El 2007 la població de fet de Saint-Hilaire-le-Lierru era de 140 persones. Hi havia 51 famílies de les quals 8 eren unipersonals (4 homes vivint sols i 4 dones vivint soles), 17 parelles sense fills i 26 parelles amb fills.
La població ha evolucionat segons el següent gràfic:
Habitants censats

### Habitatges
El 2007 hi havia 68 habitatges, 52 eren l'habitatge principal de la família, 10 eren segones residències i 6 estaven desocupats. Tots els 68 habitatges eren cases. Dels 52 habitatges principals, 40 estaven ocupats pels seus propietaris i 12 estaven llogats i ocupats pels llogaters; 5 tenien dues cambres, 5 en tenien tres, 19 en tenien quatre i 22 en tenien cinc o més. 39 habitatges disposaven pel capbaix d'una plaça de pàrquing. A 14 habitatges hi havia un automòbil i a 32 n'hi havia dos o més.

### Piràmide de població
La piràmide de població per edats i sexe el 2009 era:
| Homes | Edats   | Dones |
| ----- | ------- | ----- |
| 0     | 95 o +  | 0     |
| 0     | 90 a 94 | 0     |
| 0     | 85 a 89 | 4     |
| 4     | 80 a 84 | 0     |
| 0     | 75 a 79 | 4     |
| 0     | 70 a 74 | 8     |
| 4     | 65 a 69 | 0     |
| 0     | 60 a 64 | 4     |
| 4     | 55 a 59 | 4     |
| 8     | 50 a 54 | 0     |
| 12    | 45 a 49 | 8     |
| 8     | 40 a 44 | 8     |
| 4     | 35 a 39 | 0     |
| 0     | 30 a 34 | 0     |
| 0     | 25 a 29 | 0     |
| 0     | 20 a 24 | 4     |
| 4     | 15 a 19 | 0     |
| 4     | 10 a 14 | 4     |
| 0     | 5 a 9   | 8     |
| 0     | 0 a 4   | 0     |

## Economia
El 2007 la població en edat de treballar era de 85 persones, 73 eren actives i 12 eren inactives. De les 73 persones actives 68 estaven ocupades (37 homes i 31 dones) i 5 estaven aturades (2 homes i 3 dones). De les 12 persones inactives 4 estaven jubilades, 4 estaven estudiant i 4 estaven classificades com a «altres inactius».

### Ingressos
El 2009 a Saint-Hilaire-le-Lierru hi havia 50 unitats fiscals que integraven 133 persones, la mediana anual d'ingressos fiscals per persona era de 15.331 €.

### Activitats econòmiques
Dels 4 establiments que hi havia el 2007, 1 era d'una empresa de construcció, 1 d'una empresa d'hostatgeria i restauració i 2 d'empreses de serveis.
L'únic servei als particulars que hi havia el 2009 era una fusteria.
L'any 2000 a Saint-Hilaire-le-Lierru hi havia 9 explotacions agrícoles que ocupaven un total de 415 hectàrees.

## Poblacions més properes
El següent diagrama mostra les poblacions més properes.